# قرية القفيلة
قرية القفيلة قرية سودانية تتبع لوحدة أبوقوتة محلية الحصاحيصا ولاية الجزيرة وتقع بين قرتي الخيران وكترة الضناقله.